# Rönningstjärnen, Medelpad
Rönningstjärnen är en sjö i Ånge kommun i Medelpad och ingår i Ljungans huvudavrinningsområde.